# Le Rêve d'un fumeur d'opium
Le Rêve d'un fumeur d'opium er en fransk stumfilm fra 1908 af Georges Méliès.